# Juan Pablo Garat
Juan Pablo Garat (* 19. April 1983 in Buenos Aires) ist ein argentinischer ehemaliger Fußballspieler. Er fuingierte als Abwehrspieler.

## Karriere
Garat begann im Alter von zehn Jahren mit dem Fußballspielen beim Club Atlético Atlanta in seiner Heimatstadt Buenos Aires. Im Jahr 2004 kam er in die erste Mannschaft des Vereins, die seinerzeit in der Primera B Metropolitana, der dritthöchsten argentinischen Fußballliga, spielte. Im Sommer 2005 wagte Garat den Sprung nach Europa und wechselte in die Schweizer Super League zum FC St. Gallen. Nach zwei Spielzeiten im Mittelfeld musste er am Ende der Saison 2007/08 in die Challenge League absteigen, schaffte aber den sofortigen Wiederaufstieg.
Im Jahr 2009 kehrte Garat nach Argentinien zurück und spielte für CA Tigre in der Primera División. Anschließend wechselte Garat nach Rumänien zu Dinamo Bukarest. Im Juli 2011 wurde Garat vom FC Aarau verpflichtet. Nach acht Spielzeiten wechselte er als letzte Sation zum FC Baden.

## Erfolge
- Aufstieg in die Super League: 2009, 2013